# Kamenářský tmel
Kamenářský tmel patří k oboru broušení kamenů. Je určen k přichycení suroviny ke dřevěnému kolíku. Díky pevnosti tmelu by kámen neměl spadnout.

## Způsob použití
Kamenářský tmel je nutno zahřát na teplotu při níž tmel teče. V této fázi je připraven na použití. Po zahřátí kamene i tmelu nasadíme surovinu na tmel a rukou ho pořádně přimáčkneme. Po zchladnutí můžeme brousit. K odstranění tmelu můžeme použít teplo nebo chlad.

## Základní suroviny kamenářského tmelu
- šelak
- kalafuna
- mastek

## Postup výroby
Drcená kalafuna (2 díly) se nechá vlivem tepla rozpustit. Musí být pod dozorem, aby se zamezilo jejímu spálení. Poté se přisype zlatý šelak (6 dílů) a probíhá míchání do rozpuštění. Na závěr je přisypán práškový mastek (7 dílů).